# Mehringplatz
De Mehringplatz is een rond plein in het Berlijnse Friedrichstadt dat in 1730 werd aangelegd. Het is in 1947 vernoemd naar Franz Mehring.
Tot 1860 werd het plein aan de zuidzijde afgesloten door de Hallesches Tor. Tegenwoordig vormt het plein het zuidelijke eindpunt van de Friedrichstraße, terwijl tot 1970 ook de Wilhelmstraße en de Lindenstraße hier eindigden. Oorspronkelijk heette het plein Rondell, naar zijn ronde vorm; in 1815 werd het herdoopt in Belle-Alliance-Platz naar de Slag van La Belle Alliance, een andere naam voor de Slag bij Waterloo die toen zeer populair was in Pruisen.